# Chaetozone
Chaetozone är ett släkte av ringmaskar som beskrevs av Anders Johan Malmgren 1867. Chaetozone ingår i familjen Cirratulidae.

## Dottertaxa tillChaetozone, i alfabetisk ordning[1][2]
- Chaetozone abranchiata
- Chaetozone abyssorum
- Chaetozone acuta
- Chaetozone alata
- Chaetozone andersenensis
- Chaetozone armata
- Chaetozone atlantica
- Chaetozone bansei
- Chaetozone benthaliana
- Chaetozone berkeleyorum
- Chaetozone caputesocis
- Chaetozone carpenteri
- Chaetozone christei
- Chaetozone cincinnata
- Chaetozone columbiana
- Chaetozone commonalis
- Chaetozone corona
- Chaetozone curvata
- Chaetozone dunmanni
- Chaetozone flagellifera
- Chaetozone gayheadia
- Chaetozone gibber
- Chaetozone gracilis
- Chaetozone hartmanae
- Chaetozone hedgpethi
- Chaetozone jubata
- Chaetozone lunula
- Chaetozone macrophthalma
- Chaetozone maotienae
- Chaetozone multioculata
- Chaetozone pacifica
- Chaetozone pinguis
- Chaetozone platycera
- Chaetozone senticosa
- Chaetozone setosa
- Chaetozone similis
- Chaetozone spinosa
- Chaetozone vivipara